# Daniela Giordano
Daniela Giordano (Palermo, 7 de noviembre de 1947-Ib., 16 de diciembre de 2022) fue una actriz y modelo italiana que participó en alrededor de una cuarentena de películas, entre las décadas de 1960 y la de 1970. Puntualmente retomó la actividad en 2015 tras su retiro en 1980.
Ganó varios certámenes de belleza locales en su ciudad natal, Palermo, y en el año 1966, como Miss Sicilia, ganó el concurso de Miss Italia. Al año siguiente fue elegida segunda dama de honor en el concurso de Miss Europa.
Giordano hizo su debut cinematográfico en 1967 junto a los cómicos Franco Franchi y Ciccio Ingrassia en la película I barbieri di Sicilia de Marcello Ciorciolini. En su carrera intervino en una gran cantidad de géneros (Commedia all'italiana, comedias eróticas, policiacas, giallo, spaghetti western, etc.). Se retiró del cine en 1980 y puso fin a su carrera con Le segrete esperienze di Luca e Fanny de Gérard Loubeau, protagonizada por la estrella porno francesa Brigitte Lahaie. No obstante, Giordano volvió a actuar brevemente en 2015 en Erba Celeste de Valentina Gebbia.

## Filmografía completa
- I barbieri di Sicilia  (1967)
- Play Boy (1967)
- Joe... cercati un posto per morire! (1968)
- Il lungo giorno del massacro (1968)
- Susanna... ed i suoi dolci vizi alla corte del re (1968)
- Un esercito di 5 uomini  (1969)
- Vedo nudo (1969)
- ...e vennero in quattro per uccidere Sartana!  (1969)
- Bolidi sull'asfalto - A tutta birra! (1970)
- Buon funerale amigos!... paga Sartana  (1970)
- La sfida dei MacKenna (1970)
- Ombre roventi (1970)
- Un'estate, un inverno (1970)
- Il suo nome era Pot... ma... lo chiamavano Allegria (1971)
- I quattro pistoleri di Santa Trinità (1971)
- Quante volte... quella notte (1972)
- Il cadavere di Helen non mi dava pace (1972)
- Il tuo vizio è una stanza chiusa e solo io ne ho la chiave (1972)
- Scansati... a Trinità arriva Eldorado (1972)
- Trinità e Sartana figli di... (1972)
- Violenza contro la violenza (1972)
- Le avventure del Barone Von der Trenck (1972)
- La casa della paura (1973)
- La cameriera (1974)
- L'infermiera di mio padre (1975)
- Malocchio (1975)
- Roma violenta (1975)
- Il vizio ha le calze nere (1975)
- Il fidanzamento (1975)
- L'adolescente (1976)
- La portiera nuda (1976)
- Le impiegate stradali (1976)
- Un toro da monta (1976)
- Inquisición (1976)
- Il braccio violento della mala (1977)
- Karamurat, la belva dell'Anatolia (1978)
- Le segrete esperienze di Luca e Fanny  (1980)
- Erba celeste (2015)